# ماريو باني
ماريو باني (بالإسبانية: Mario Pani Darqui)‏ هو رسام ومهندس معماري مكسيكي، ولد في 29 مارس 1911 في مدينة مكسيكو في المكسيك، وتوفي بنفس المكان في 23 فبراير 1993.